# Stadio Sandro Cabassi
Lo Stadio Sandro Cabassi è un impianto sportivo nella città di Carpi (MO), che ospita le partite casalinghe dell'A.C. Carpi. 
Nel 2015 l'inadeguatezza strutturale dell'impianto agli standard del massimo campionato italiano ha indotto il club carpigiano a trasferirsi per una stagione presso lo stadio Alberto Braglia di Modena, pur continuando ad usufruire del Cabassi come campo di allenamento. 
Dalla stagione 2016-2017 lo stadio è stato nuovamente assegnato al club carpigiano dopo un accordo con il Comune. Lo stadio ha inoltre subito dei lavori di ammodernamento con l'aggiunta di una nuova curva da quasi 2 000 posti per adeguarsi agli standard della Serie B.

## Storia
La prima partita nel Polisportivo dell'A.C. Carpi fu giocata il 14 ottobre 1928, quando fu battuto per 5-1 dalla Pro Gorizia (girone C del campionato di Prima Divisione). L'impianto, che era ancora incompleto, venne inaugurato ufficialmente con il tipico taglio del nastro il 21 ottobre del 1928.
Nel 1938 venne inaugurata la tribuna coperta, e nel 1939 fu intitolato a Mario Papotti (un “legionario” fascista caduto a fianco dei franchisti nella guerra civile spagnola); infine, dopo la  Liberazione, è stato dedicato a Sandro Cabassi, giovanissimo partigiano ucciso dai fascisti a Modena nel 1944, poi medaglia d’argento al Valor militare.
L'impianto era concepito per uso polisportivo: intorno al campo da calcio si sviluppa infatti un velodromo di cemento, successivamente caduto in disuso.
A seguito della promozione del Carpi in Serie C, gli spalti vennero ampliati con l'aggiunta di due tribune laterali (opposte alla principale) e due curve (realizzate in struttura metallica ed applicate sopra le curve del vecchio velodromo). Negli anni 1990 venne creata la tribuna distinti scoperta e venne rinnovata la tribuna stampa. Nel 2000 alcuni problemi strutturali obbligarono a chiudere al pubblico le curve.
Nel 2009, dopo la fusione del Carpi con la società sportiva Dorando Pietri, la tribuna principale venne dotata di seggiolini bianchi e rossi (che vanno a comporre la scritta CARPI); contemporaneamente vengono messi a norma gli spogliatoi e viene ristrutturato il tunnel d'ingresso dei giocatori.
Dall'estate 2011, a seguito della promozione in Lega Pro Prima Divisione del Carpi vengono avviati i lavori per la ristrutturazione dell'impianto (strutturalmente inadeguato ad ospitare le partite di terza serie). I lavori prevedono l'estensione della capienza da 2685 a 4164 posti (mediante la ristrutturazione delle curve (inutilizzate dal 2000) e un ripensamento degli spazi sulle tribune), miglioramenti alla sicurezza dell'infrastruttura e potenziamento dell'impianto di illuminazione. I lavori, costati circa 1,2 milioni di euro, a causa di alcuni problemi sorti in seno all'amministrazione comunale carpigiana, partono ufficialmente a dicembre 2011 e durano 4 mesi. Per l'intera durata dei lavori, il Carpi trasferisce il proprio terreno casalingo allo Stadio Giglio di Reggio nell'Emilia, rientrando al Cabassi il 27 maggio 2012, in occasione della semifinale di ritorno dei play-off promozione contro il Sorrento (terminata 0-1 per gli ospiti).
A seguito della promozione in Serie B del Carpi, un sopralluogo di un delegato FIGC evidenziò la necessità di effettuare interventi migliorativi della sicurezza, della videosorveglianza, nonché per le riprese tv, mentre non sono stati sollevati problemi di capienza dello stadio (insufficiente per gli standard della serie cadetta, ma comunque ammissibile tramite un'apposita deroga emessa dalla Federcalcio). Il club biancorosso ha così potuto disputare al Cabassi due campionati di seconda serie, per poi essere costretto ad abbandonarlo e a trasferirsi allo Stadio Alberto Braglia di Modena nel 2015, a seguito della promozione in Serie A, allorché è emersa l'impossibilità di adeguare l'impianto ai regolamenti del massimo campionato nazionale. L’ultima partita prima del trasferimento a Modena si giocò il 16 agosto 2015 e fu contro il Livorno nel Terzo Turno di Coppa Italia: un 2-0 nei supplementari firmato dal brasiliano Matos.
Nell'estate 2016 viene ufficializzato l'accordo tra la società calcistica e l'amministrazione comunale che stabilisce il nuovo utilizzo dello stadio Cabassi a partire dalla stagione 2016-2017 per il nuovo campionato di Serie B, aumentando la capienza dell'impianto con una nuova curva per circa 2000 posti. Il 15 ottobre 2016 i biancorossi vincono per 2-0 contro il Latina con una doppietta di Di Gaudio. Il 24 dicembre 2016 la nuova Curva Ovest viene intitolata ad Alberto Bertesi e Guerrino Ciccio Siligardi, due personaggi di spicco nella storia del calcio carpigiano. Il 4 giugno 2017, in occasione della finale d'andata dei play-off di Serie B contro il Benevento (0-0), il Cabassi registra il suo nuovo record di spettatori con il primo tutto esaurito della stagione. Qualche centinaio in più dei 5175 che videro il derby contro il Modena del 15 ottobre 1989 (1-1 il risultato) nel “vecchio” impianto da 4144 posti.

## Struttura
Lo stadio presenta le seguenti caratteristiche:
- Posti totali: 5584 spettatori
- Larghezza campo: 66,05 m
- Lunghezza campo: 105,60 m
- Fondo: Erba naturale
- Copertura spalti: tribuna centrale e tribune laterali

L'impianto è sprovvisto di pista di atletica leggera, mentre è dotato di un velodromo in cemento, che fa il periplo del campo correndo parallelo alle tribune. La pista ciclistica è caduta in disuso ed è parzialmente coperta dalle tribune stesse.

### Settori e capienza
- Tribuna centrale: 437 posti + 30 posti stampa
- Tribuna biancorossa: 508 posti
- Tribuna azzurra: 478 posti
- Curva Ovest: 1880 posti
- Curvetta 4: 85 posti
- Curvetta 5: 99 posti
- Curva Est: 689 posti
- Distinti: 1334 posti
- Settore disabili: 22 posti + 22 posti accompagnatori

## Incontri internazionali
Lo stadio ha ospitato un'amichevole dell'Under-18 azzurra.
| Arbitro: | Fabbri |

|              |           |                |
| Beltrame 58’ | Marcatori | 45+1’ Berahino |